# Fissarena laverton
Fissarena laverton là một loài nhện trong họ Trochanteriidae. Loài này phân bố ở West-Australië en Nam Úc.